# Daniel Mandell
Daniel Mandell (Nova Iorque, 13 de outubro de 1895 — 8 de junho de 1987) é um editor estadunidense. Venceu o Oscar de melhor montagem em três ocasiões: The Pride of the Yankees, The Best Years of Our Lives e The Apartment.